# Albert Horn

Albert Horn (1840–1921). Photographie von Leopold Haase & Comp., Berlin. um 1874

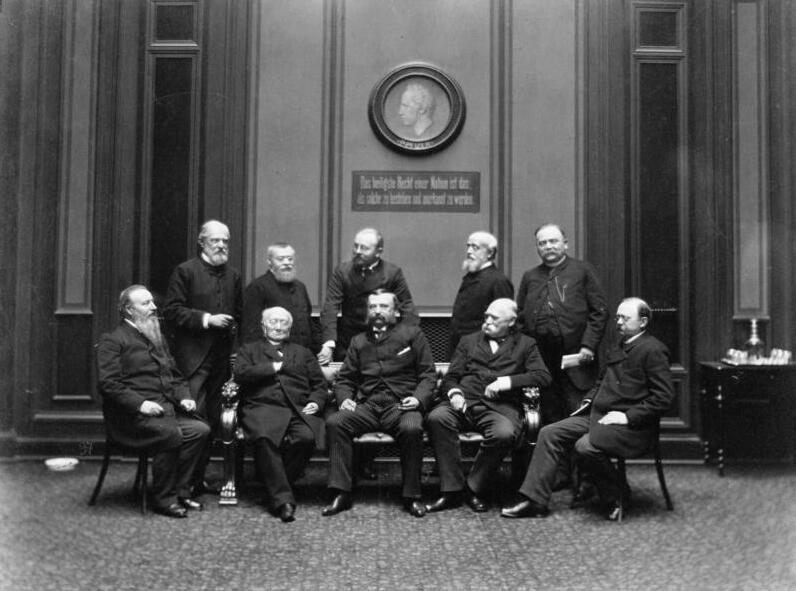
Mitglieder des Reichstages (1. Reihe-sitzend v. l. n. r.: Paul Letocha, Ludwig Windthorst, Johann Anton von Chamaré, Anton von Dejanicz-Gliszczynski, 'Albert Horn' 2. Reihe-stehend-v.l.nr.: Friedrich von Praschma, Philipp Schmieder, Felix Porsch, Clemens Heereman von Zuydwyck, Julius Szmula)

Albert Horn (* 27. Mai 1840 in Bulchau,  Landkreis Ohlau, Provinz Schlesien; † 21. Juli 1921 in Neisse, Provinz Oberschlesien) war ein deutscher Jurist und Politiker. Er war 44 Jahre lang Mitglied des Deutschen Reichstags.

## Leben
Horn besuchte das Breslauer Königliche katholische Gymnasium und die Universität Breslau, wo er Rechts- und Kameralwissenschaften studierte. Danach war er Auskultator und Referendar am Kreisgericht in Brieg und seit 1866 im Fürstbischöflichen Dienst. Er übernahm die Stelle eines Stiftsassessors bei den Fürstbischöflichen Anstalten und milden Stiftungen in Neisse, wurde im Dezember 1873 zum Syndikus und im April 1875 zum Stiftsrat ernannt. Er war Mitglied des Neißer Kreistages und Mitglied der Stadtverordnetenversammlung in Neisse, seit 1885 deren Vorsitzender. 1899 wurde er zum Ehrenbürger von Neisse ernannt.
Von 1874 bis 1918 war er Mitglied des Deutschen Reichstags für den Wahlkreis Regierungsbezirk Oppeln 12 (Neisse) und das Zentrum.